# The New Otani Hotel and Gardens
El New Otani Hotel y Jardines (en inglés: The New Otani Hotel and Gardens), es un jardín japonés y jardín botánico de medio acre de extensión, que se encuentra en el tejado de la cuarta planta en "The New Otani Hotel" en el barrio Little Tokyo de Los Ángeles, California, Estados Unidos. 

## Localización
El jardín botánico se ubica en el barrio de "Little Tokyo" en la región central de Los Ángeles, California. El "New Otani Hotel and Gardens" se encuentra a 19 millas (30,6 km) de Los Angeles International Airport, y a 2 millas (3,2 km) del Los Angeles Convention Center. El hotel está a dos cuadras del « Japanese American National Museum » (Museo Nacional Japonés Americano), a tres cuadras del ayuntamiento de Los Ángeles y del Centro Cívico, y a cinco cuadras de la "Union Station".
The New Otani Hotel and Gardens 120 S. Los Angeles Street, Los Ángeles, Los Ángeles county, California CA 90012-3712 United States of America-Estados Unidos de América.
Planos y vistas satelitales.34°3′2.13″N 118°14′33.59″O / 34.0505917, -118.2426639
Para llegar por la estación de metro Civic Center.

## Historia
Fue abierto al público en 1977, con el nombre de New Otani Hotel & Garden durante treinta años hasta que un cambio de propiedad en 2007, le cambió el nombre a Kyoto Grand Hotel and Gardens.
El hotel dispone de 434 habitaciones distribuidas en 21 plantas y dispone de tres restaurantes: "Garden Grill", "Thousand Cranes", y "the Azalea".
Popular entre los turistas japoneses, el hotel es conocido por su techo verde de medio acre inspirado en un antiguo jardín en Japón.
A raíz de un procedimiento de quiebra, el Kyoto Grand fue renombrado de nuevo como un DoubleTree by Hilton en julio de 2012.
En 2011 el productor de música electrónica Skrillex le puso el nombre a una de sus canciones de su nuevo EP Bangarang "Kyoto" porque produjo en su totalidad la canción en su cuaderno de notas en una de las habitaciones de hotel e incluso grabó las voces allí. 

## Jardín japonés
El medio acre del jardín japonés del hotel es un refugio tranquilo con plantas con flores japonesas, rocas ajardinadas, bambú, cascadas, estanques y vistas a la ciudad.